# Meiwa
Meiwa (japanisch 明和) ist eine japanische Ära (Nengō) von Juni 1764 bis Dezember 1772 nach dem gregorianischen Kalender. Der vorhergehende Äraname ist Hōreki, die nachfolgende Ära heißt An’ei. Die Ära fällt in die Regierungszeit des Kaisers (Tennō) Go-Sakuramachi.
Der erste Tag der Meiwa-Ära entspricht dem 30. Juni 1764, der letzte Tag war der 9. Dezember 1772. Die Meiwa-Ära dauerte neun Jahre oder 3085 Tage.

## Ereignisse
- 1764 Unruhen am Nakasendō (中山道伝馬騒動, Nakasendō tenma sōdō)
- 1767 Meiwa-Zwischenfall (明和事件, Meiwa jiken), Takenouchi Shikibu wird verhaftet und verbannt
- 1770 Go-Momozono wird Tennō
- 1771 April Großer Yaeyama Tsunami auf Okinawa
- 1772 Meiwa-Großbrand in Edo